# Marcel Meyers
Marcel Meyers (Klemskerke, 8 juli 1921 - Brugge, 27 april 2007) was een Belgische politicus. Hij was burgemeester van De Haan.

## Biografie
Meyers werd actief in de gemeentepolitiek in Klemskerke en werd er schepen. In 1977 werd Klemskerke een deelgemeente van De Haan en Meyers werd de eerste burgemeester van de fusiegemeente. Hij bleef er burgemeester tot 1985. Zijn zoon Paul Meyers werd later ook schepen.